# 1. deild islandzka w piłce nożnej (1990)
Sezon 1990 był 79. sezonem o mistrzostwo Islandii. Drużyna KA Akureyri nie obroniła tytułu mistrzowskiego, zdobył go natomiast zespół Fram, zdobywając trzydzieści osiem punktów w osiemnastu meczach. Po sezonie spadły zespoły Þór Akureyri i Akraness.

## Drużyny
Po sezonie 1989 z ligi spadły zespoły Fylkir i Keflavík, z 2. deild awansowały natomiast drużyny Stjarnan i ÍB Vestmannaeyja.
| Uczestnicy poprzedniej edycji                                                                                 | Uczestnicy poprzedniej edycji | Uczestnicy poprzedniej edycji | Uczestnicy poprzedniej edycji |
| --- | ----------------------------- | ----------------------------- | ----------------------------- |
| KA | KA Akureyri                   | 1                             |                               |
| FH | FH                            | 2                             |                               |
| FRA | Fram                          | 3                             |                               |
| KRE | KR                            | 4                             |                               |
| VAL | Valur                         | 5                             |                               |
| ÍA | Akraness                      | 6                             |                               |
| ÞÓR | Þór Akureyri                  | 7                             |                               |
| VÍR | Víkingur Reykjavík            | 8                             |                               |
| Awans z 2. deild                                                                                              |                               |                               |                               |
| STJ | Stjarnan                      | 1                             |                               |
| ÍBV | ÍB Vestmannaeyja              | 2                             |                               |
| Oznaczenia: - kolumna pierwsza – skróty nazw drużyn, - kolumna trzecia – miejsce zajęte w poprzednim sezonie. |                               |                               |                               |

## Tabela
| Lp. | Drużyna            | M  | Z  | R | P  | Bramki | Bramki | Różn. | Pkt | Uwagi                                    |
| --- | ------------------ | -- | -- | - | -- | ------ | ------ | ----- | --- | ---------------------------------------- |
| 1   | Fram (M)           | 18 | 12 | 2 | 4  | 39     | 16     | +23   | 38  | Puchar Europy • I runda                  |
| 2   | KR                 | 18 | 12 | 2 | 4  | 31     | 17     | +14   | 38  | Puchar UEFA • 1/32 finału                |
| 3   | ÍB Vestmannaeyja   | 18 | 11 | 4 | 3  | 39     | 32     | +7    | 37  |                                          |
| 4   | Valur              | 18 | 10 | 3 | 5  | 29     | 21     | +8    | 33  | Puchar Zdobywców Pucharów • 1/16 finału1 |
| 5   | Stjarnan           | 18 | 8  | 2 | 8  | 25     | 27     | −2    | 26  |                                          |
| 6   | FH                 | 18 | 7  | 2 | 9  | 24     | 29     | −5    | 23  |                                          |
| 7   | Víkingur Reykjavík | 18 | 4  | 7 | 7  | 17     | 24     | −7    | 19  |                                          |
| 8   | KA Akureyri        | 18 | 5  | 1 | 12 | 18     | 28     | −10   | 16  |                                          |
| 9   | Þór Akureyri (S)   | 18 | 4  | 3 | 11 | 13     | 24     | −11   | 15  | Spadek do 2. deild                       |
| 10  | Akraness (S)       | 18 | 3  | 2 | 13 | 19     | 36     | −17   | 11  | Spadek do 2. deild                       |

## Wyniki
| Gospodarz \ Gość   | ÍA  | FRA | FH  | KA  | KRE | STJ | VAL | ÍBV | VÍR | ÞÓR |
| Akraness           |     | 0:2 | 2:3 | 2:1 | 1:3 | 0:0 | 2:3 | 3:4 | 0:2 | 3:1 |
| Fram               | 4:0 |     | 2:2 | 4:0 | 3:0 | 1:3 | 3:2 | 3:4 | 0:1 | 1:0 |
| FH                 | 2:1 | 2:1 |     | 1:0 | 1:3 | 5:1 | 0:1 | 1:2 | 1:1 | 0:1 |
| KA Akureyri        | 2:1 | 0:1 | 4:0 |     | 0:1 | 0:3 | 0:1 | 1:1 | 2:0 | 1:2 |
| KR                 | 2:0 | 0:1 | 3:2 | 2:0 |     | 1:0 | 3:0 | 0:1 | 2:1 | 2:0 |
| Stjarnan           | 2:0 | 1:6 | 0:1 | 1:3 | 1:3 |     | 2:1 | 1:1 | 1:0 | 3:0 |
| Valur              | 1:0 | 1:2 | 2:0 | 2:0 | 2:1 | 0:1 |     | 4:1 | 1:1 | 0:0 |
| ÍB Vestmannaeyja   | 2:1 | 0:4 | 2:1 | 4:2 | 2:2 | 4:3 | 2:4 |     | 2:2 | 2:0 |
| Víkingur Reykjavík | 2:2 | 0:1 | 2:0 | 0:1 | 1:1 | 1:0 | 2:2 | 0:4 |     | 0:0 |
| Þór Akureyri       | 0:1 | 0:0 | 1:2 | 2:1 | 1:2 | 0:2 | 1:2 | 0:1 | 4:1 |     |

Źródło:  (ang.)
Objaśnienia:
1Drużyna gospodarzy jest wymieniona po lewej stronie tabeli.
Kolory: zielony – zwycięstwo gospodarzy, żółty – remis, różowy – zwycięstwo gości.

## Najlepsi strzelcy
| Bramki | Strzelcy              | Drużyna          |
| ------ | --------------------- | ---------------- |
| 13     | Hörður Magnússon      | FH               |
| 10     | Guðmundur Steinsson   | Fram             |
| 10     | Ragnar Margeirsson    | KR               |
| 9      | Hlynur Stefánsson     | ÍB Vestmannaeyja |
| 8      | Jón Erling Ragnarsson | Fram             |
| 8      | Tómas Ingi Tómasson   | ÍB Vestmannaeyja |
| 8      | Anthony Karl Gregory  | Valur            |
| 7      | 1 zawodnik            | 1 zawodnik       |
| 6      | 5 zawodników          | 5 zawodników     |
| 5      | 4 zawodników          | 4 zawodników     |